# Racławice Śląskie
Racławice Śląskie (daw. Racławice Niemieckie, niem. Deutsch Rasselwitz, śl. Rasławice) – wieś w Polsce położona w województwie opolskim, w powiecie prudnickim, w gminie Głogówek. Historycznie leży na Górnym Śląsku, na ziemi prudnickiej. Położona jest na skraju Obniżenia Prudnickiego, będącego częścią Niziny Śląskiej. Przepływa przez nią rzeka Osobłoga.
W latach 1975–1998 miejscowość należała administracyjnie do ówczesnego województwa opolskiego.
Według danych na 2011 wieś była zamieszkana przez 1458 osób.

## Geografia

### Położenie
Wieś jest położona w południowo-zachodniej Polsce, w województwie opolskim, tuż przy granicy z Czechami, na skraju Obniżenia Prudnickiego. Należy do Euroregionu Pradziad. Leży na terenie Nadleśnictwa Prudnik (obręb Prudnik). Przez granice administracyjne wsi przepływa rzeka Osobłoga. Na południowy zachód od miejscowości znajduje się ujście rzeki Prudnik do Osobłogi, w pobliżu tak zwanej „czeskiej tamy”.

### Środowisko naturalne
W Racławicach Śląskich panuje klimat umiarkowany ciepły. Średnia temperatura roczna wynosi +8,3 °C. Duże zróżnicowanie dotyczy termicznych pór roku. Średnie roczne opady atmosferyczne w rejonie Racławic Śląskich wynoszą 623 mm. Dominują wiatry zachodnie.

## Nazwa
Nazwa wsi miała pochodzenie słowiańskie. Ma ona wywodzić się od jej założyciela, Czecha o imieniu Racław lub Razlav. Wieś nazywana była Raßlawicz major (Racławice Wielkie). Niemiecka nazwa Rassilwicz pojawia się po raz pierwszy w 1417. W 1531 wieś nazywano Raßlawitz teutonicalis (Racławice Niemieckie), natomiast w 1534 używana była niemiecka nazwa Deutsch Rasselwitz, która przetrwała do 1945.
W Spisie miejscowości województwa śląsko-dąbrowskiego łącznie z obszarem ziem odzyskanych Śląska Opolskiego wydanym w Katowicach w 1946 wieś wymieniona jest pod polską nazwą Racławice. 12 listopada 1946 nadano miejscowości nazwę Racławice Śląskie.
W historycznych dokumentach nazwę miejscowości wzmiankowano w różnych językach oraz formach: Insuper nostram uillam Razlawiz (1252), Rasslawicz (1317), Raszlawicz, Rasslawicz (1319), Raslawicz (1371), Major Rasslawicz (1387), Rassilwicz (1408), Raslawicz (1409), Raslawicz (1447), Raslawicz teutonicalis (1531), Deutsch Raselwitz (1534), Rasselwitz (1571), Ratzlawitz (1580), Deutsch Rasslawitz (1635), in villa Deutsch-Rasselwitz (1679), ex pago Teutonicali Raslaviensi (1686), postea Teuto-Raslavitii (1687), in pago Deutsch-Rosslawitz (1687), Teutsch Raslwitz (1736), Deutsch Raschelwitz (1743), Deutsch-Raßelwitz (1784), Rasselwitz, Deutsch- (1845), Racławice Niemieckie, niem. Rasselwitz deutsch (1888), Racławice – Deutsch Rasselwitz (1939), Deutsch Rasselwitz – Racławice Śląskie, -ic, racławicki (1946), Racławice Śląskie, -wic, -kich (1982).

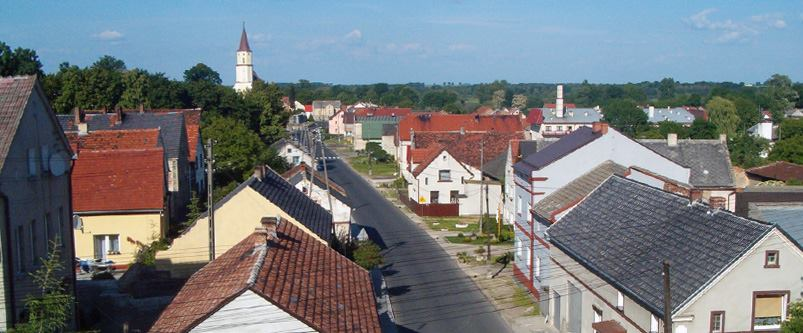
Panorama Racławic Śląskich

## Historia

Nieoficjalny herb wsi Racławice Śląskie

Przedlokacyjna osada na terenie późniejszych Racławic Śląskich została zniszczona w 1241 w czasie najazdu Mongołów. Wieś była lokowana w XIII wieku na prawie niemieckim. Wówczas znajdowały się na terenie Królestwa Czech, w pobliżu granicy z księstwem opolskim. Pierwsza wzmianka o istnieniu wsi pochodzi z 29 września 1252 z dokumentu biskupa ołomunieckiego Bruna ze Schauenburga, według którego Razlawiz iuxta Hocenploc (pol. Racławice koło Osobłogi) były własnością założonego w 1063 biskupstwa ołomunieckiego.
Według sołtysa racławickiego Mykuschiusa Sedlnitzky’ego, wzmiankowanego w dokumencie księżnej opolskiej i pani na Głogówku Ofki z 1417, osada słowiańska o nazwie Razlawiz została zniszczona w latach 1240–1241 przez Mongołów wycofujących się spod Legnicy w kierunku Bramy Morawskiej, a w latach 1241–1252 została zasiedlona na prawie niemieckim na zlecenie biskupa Bruna ze Schauenburga. W 1337 król czeski Jan Luksemburski przekazał ziemię prudnicką księciu niemodlińskiemu Bolesławowi Pierworodnemu. Proboszcz Johannes z Racławic Śląskich wzmiankowany jest w 1371, co oznacza, że już wtedy stał tu kościół. Według urbarza z 1534, w Racławicach Śląskich były 84 łany dziedziczne, co wskazuje na to, że w czasie lokacji znajdowały się tutaj 84 gospodarstwa chłopskie.

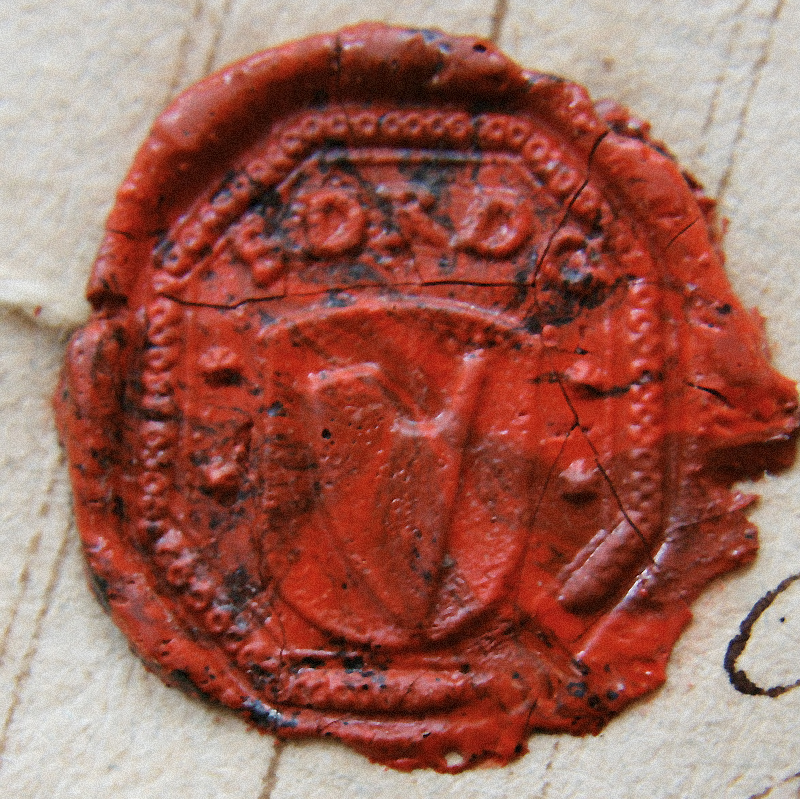
Pieczęć Racławic Śląskich (1723)

W czasie wojny trzydziestoletniej przez Racławice Śląskie wielokrotnie przechodziły szwedzkie wojska, które dręczyły mieszkańców m.in. paląc domy i żądając wyżywienia. Około 1643 roku (niemieckie kroniki błędnie podają rok 1633) na pagórku znajdującym się na granicy Racławic Śląskich, Laskowic oraz Slezskich Pavlovic, w miejscu, gdzie według legendy pochowany został szwedzki oficer, wzniesiona została trójboczna kolumna o wysokości 4,5 m nazywana „Szwedzkim Słupem”, odrestaurowana w 2001.

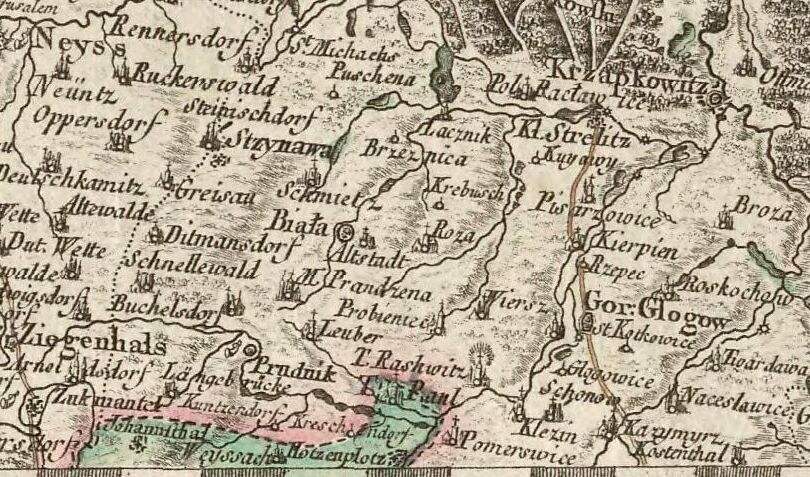
Racławice Śląskie (T. Rashwitz) wśród miejscowości ziemi prudnickiej na polskojęzycznej mapie z 1772

Na podstawie karolińskiego katastru z 1723, w Racławicach Śląskich było 57 chłopów, 37 zagrodników i 15 chałupników na błoniach. Sołtys hodował 72 owce, 7 krów i 2 maciory, zaś chłopi hodowali razem 1146 owiec, 173 krowy i 56 macior, a pozostali mieszkańcy 76 krów i 3 maciory. Do 1742 wieś należała do powiatu sądowego głogóweckiego w Monarchii Habsburgów. Po I wojnie śląskiej znalazła się w granicach Królestwa Prus i weszła w skład powiatu prudnickiego w prowincji Śląsk. Z mapy wojennej króla Fryderyka Wielkiego z 1753 wynika, że we wsi było 112 koni. Na wiosnę 1789 roku rozpoczęto budowę nowego kościoła.

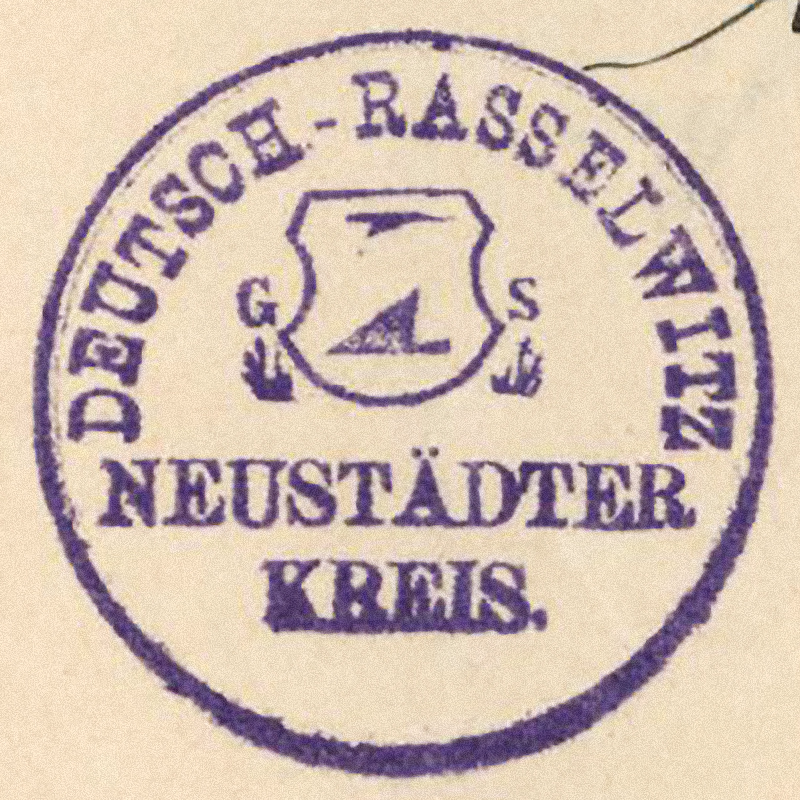
Pieczęć Racławic Śląskich (1897)

Wieś posiadała swoją własną pieczęć, która przedstawiała w polu na kartuszu lemiesz pługa w pas, nad nim ostrze kosy w pas, po prawej stronie kartusza G, po lewej stronie kartusza S, pod literami rośliny, a w otoku napis: DEUTSCH-RASSELWITZ / NEUSTÄDTER KREIS (pol. Racławice Śląskie / Powiat Prudnicki). Proboszcz Karl Hauschke założył w 1876 nowy cmentarz. W tym samym roku w Racławicach Śląskich została otwarta stacja kolejowa znajdująca się na trasie Katowice–Legnica. Pierwszy kamienny most kolejowy w Racławicach zbudowany w 1875 runął 28 lat później, w wyniku powodzi w 1903. Obecna, stalowa konstrukcja, została wykonana w 1904.

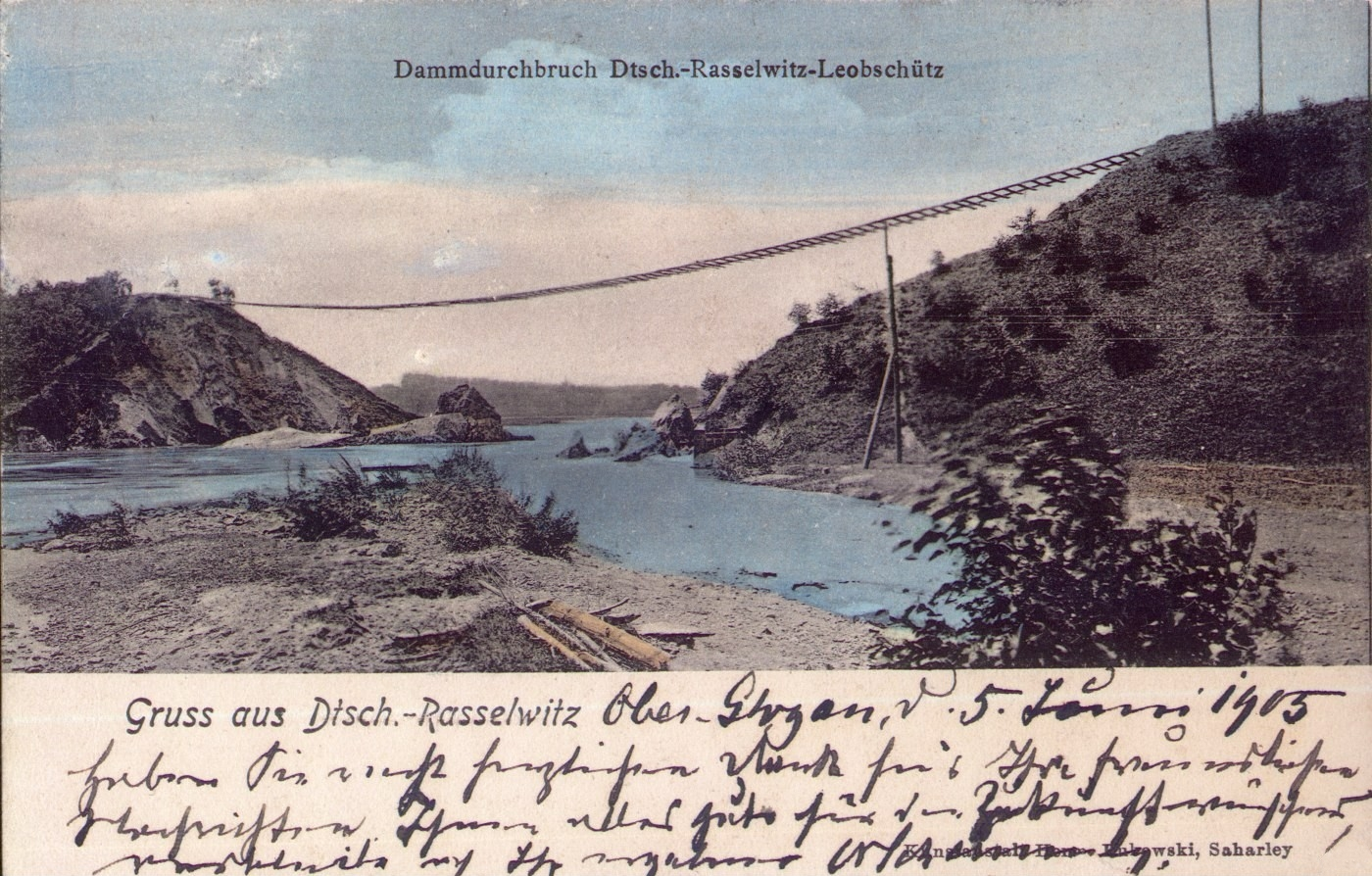
Zniszczony most kolejowy nad Osobłogą

Według spisu ludności z 1 grudnia 1910, na 2931 mieszkańców Racławic Śląskich 2862 posługiwało się językiem niemieckim, 50 językiem polskim, a 19 było dwujęzycznych. Po I wojnie światowej w Racławicach Śląskich, na skrzyżowaniu dróg do Prudnika, Głogówka i Głubczyc, powstał pomnik upamiętniający mieszkańców wsi, którzy zginęli podczas wojny.
W 1921 w zasięgu plebiscytu na Górnym Śląsku znalazła się tylko część powiatu prudnickiego. Racławice Śląskie znalazły się po stronie wschodniej, w obszarze objętym plebiscytem. Do głosowania uprawnionych było w Racławicach Śląskich 2530 osób, z czego 1635, ok. 64,6%, stanowili mieszkańcy (w tym 1580, ok. 62,5% całości, mieszkańcy urodzeni w miejscowości). Oddano 2496 głosów (ok. 98,7% uprawnionych), w tym 2491 (ok. 99,8%) ważne; za Niemcami głosowało 2476 osób (ok. 99,2%), a za Polską 15 osób (ok. 0,6%). W Racławicach Śląskich działało przejście graniczne na czas głosowania. W nocy 3 maja 1921 roku, na początku III powstania śląskiego w ramach akcji „mosty” przeprowadzonej przez grupę Wawelberg pięcioosobowy zespół powstańczy pod dowództwem pchor. Józefa Sibera podjął próbę wysadzenia mostu kolejowego w Racławicach Śląskich. Ładunek wybuchowy umieszczony przez powstańców eksplodował powodując uszkodzenia, ale konstrukcja nie zawaliła się. Część oddziału została po incydencie złapana, ale z braku dowodów wypuszczono ich na wolność. W okresie III powstania śląskiego, Racławice Śląskie były jednym z miejsc zakwaterowania członków Freikorpsu „Oberland”, którzy 11 maja 1921 przybyli do Prudnika z Bawarii. We wsi utworzono lokalny oddział Prudnickiej Powiatowej Kasy Oszczędności.
W styczniu 1945 przez Racławice Śląskie przeszły kolumny więźniów niemieckich obozów koncentracyjnych. W toku tzw. „marszu śmierci” wiele osób zmarło lub zostało zamordowanych przez Niemców. Na trasie między Racławicami Śląskimi i Laskowicami w ciągu jednego dnia zastrzelono 10 więźniów. W wyniku działań wojennych w czasie II wojny światowej zginęło 231 żołnierzy z Racławic Śląskich, a także 161 cywilów. W marcu 1945 wieś była jedną z miejscowości powiatu prudnickiego, które zostały przystosowane przez Niemców do obrony przed Armią Czerwoną. Została ona otoczona rowem. Zajęli ją zmierzający do Prudnika żołnierze 1 Frontu Ukraińskiego. Zabudowa miejscowości została zniszczona w 30%.
Od marca do maja 1945 powiat prudnicki znajdował się pod kontrolą radzieckiej komendantury wojskowej. 11 maja 1945 polska administracja przejęła władzę cywilną w powiecie prudnickim. Wówczas w Racławicach Śląskich rozpoczęło się wysiedlanie ludności niemieckiej i napływ ludności polskiej z centralnej i wschodniej Polski (Kresów Wschodnich). W większości byli to mieszkańcy miast: Rożyszcze i Horodenka oraz wsi: Baranówka, Kozowa i Kozówka. Niemieckojęzyczna ludność została wysiedlona na zachód 27 czerwca 1946.
W latach 1945–1950 Racławice Śląskie należały do województwa śląskiego, a od 1950 do województwa opolskiego. W latach 1945–1954 wieś była siedzibą gminy Racławice Śląskie, a w latach 1954–1972 gromady Racławice Śląskie.
W Racławicach Śląskich znajdował się posterunek Milicji Obywatelskiej. W 1946 w Racławicach Śląskich znajdowała się siedziba jednego z okręgów sanitarnych Powiatowego Urzędu Zdrowia w Prudniku. W 1950 dyrektorstwo szpitala w Prudniku utworzyło izbę porodową w Racławicach Śląskich. W latach 60. XX wieku wzniesiono nowy budynek szkoły, a w latach 70. powstała spółdzielnia rolnicza i kino.

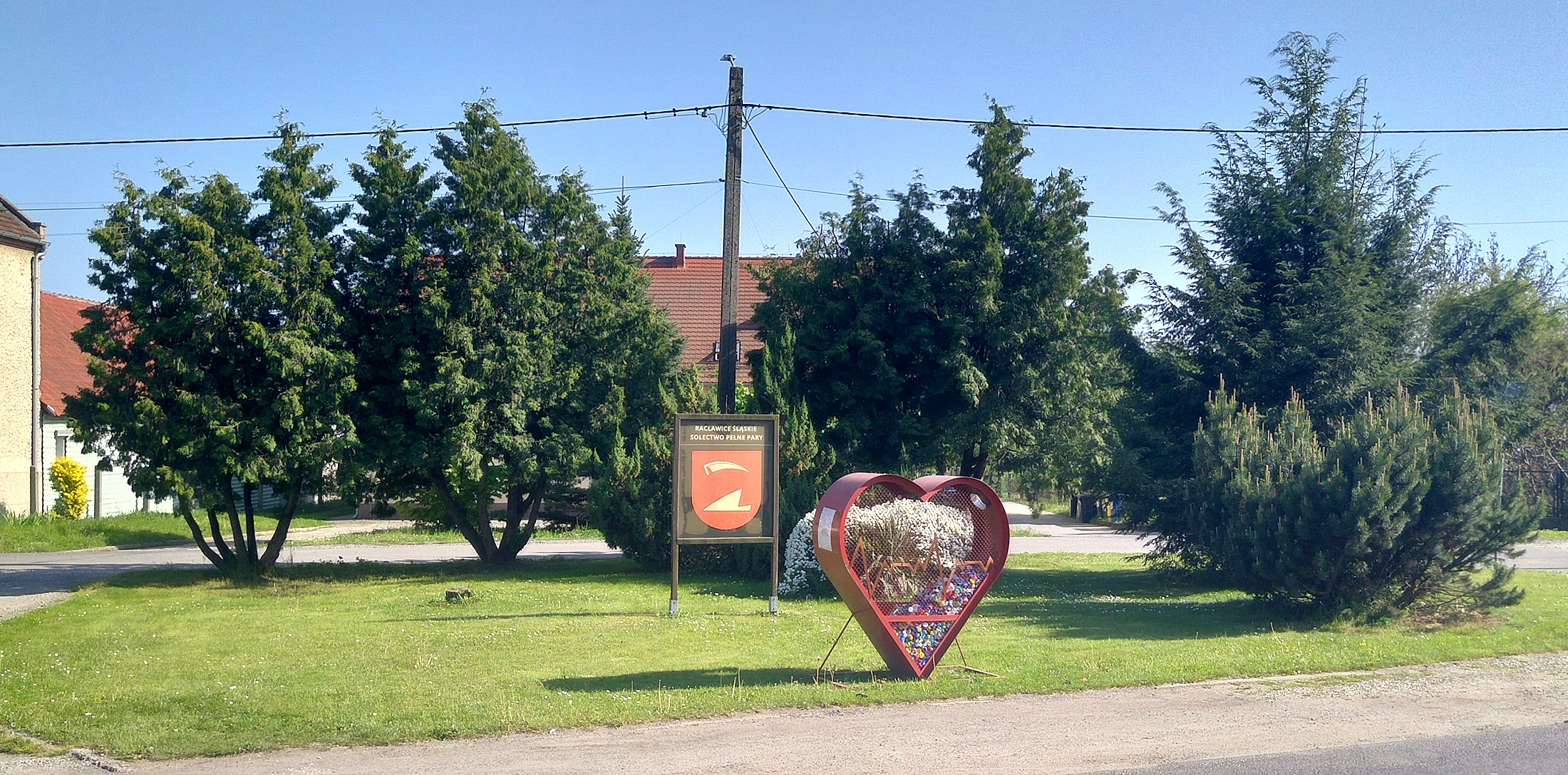
Tablica z herbem wsi

Racławice Śląskie, szczególnie dolna część wsi, ucierpiały w wyniku powodzi tysiąclecia w lipcu 1997. Zamknięta została droga do Klisina. 7 lipca lokalne jednostki OSP oraz zawodowa straż pożarna z Prudnika i Strzelec Opolskich prowadziły ewakuację mieszkańców i zwierząt. Do pomocy sprowadzono amfibię z jednostki wojskowej w Brzegu. W 1998 Racławice Śląskie przystąpiły do Programu Odnowy Wsi Opolskiej. 22 lutego 2019 na placu szkolnym w Racławicach Śląskich odsłonięto pomnik upamiętniający ofiary marszu śmierci z 1945.
Uchwałą z 21 grudnia 2020 Rady Miejskiej Głogówka wyznaczono na terenie gminy Głogówek aglomerację Głogówek o równoważnej liczbie mieszkańców 8057 oraz zlokalizowaną na terenie miejscowości: Głogówek, Dzierżysławice, Mochów, Racławice Śląskie, Rzepcze z oczyszczalnią ścieków w Głogówku.
Podczas powodzi we wrześniu 2024 przez rzekę Osobłoga oraz potok Prega zostały zalane ulice Ogrodowa, Zwycięstwa, Głubczycka, Konopnickiej, a także boisko. Mieszkańcy zostali pozbawieni bieżącej wody pitnej. Zniszczony został odcinek drogi do Klisina.

### Przynależność państwowa i administracyjna
| Okres     |                                                                                | Państwo                           | Zwierzchnictwo                    | Jednostka administracyjna                                                |
| --------- | ------------------------------------------------------------------------------ | --------------------------------- | --------------------------------- | ------------------------------------------------------------------------ |
| 1252–1337 |                                                                                | Królestwo Czech                   | Królestwo Czech                   | Morawy, ziemia prudnicka                                                 |
| 1337–1382 |                                                                                | Księstwo niemodlińskie            | Księstwo niemodlińskie            |                                                                          |
| 1382–1424 |                                                                                | Księstwo niemodlińsko-strzeleckie | Księstwo niemodlińsko-strzeleckie |                                                                          |
| 1424–1460 |                                                                                | Księstwo głogówecko-prudnickie    | Księstwo głogówecko-prudnickie    |                                                                          |
| 1460–1521 |                                                                                | Księstwo opolskie                 | Księstwo opolskie                 |                                                                          |
| 1521–1532 |                                                                                | Księstwo opolsko-raciborskie      | Księstwo opolsko-raciborskie      | księstwo opolskie                                                        |
| 1532–1742 | Monarchia Habsburgów                                                           | Monarchia Habsburgów              | Święte Cesarstwo Rzymskie         | księstwo opolsko-raciborskie, powiat sądowy głogówecki                   |
| 1742–1806 |                                                                                | Królestwo Prus                    | Święte Cesarstwo Rzymskie         | kamera wrocławska, departament wrocławski, powiat prudnicki              |
| 1806–1815 |                                                                                | Królestwo Prus                    | Królestwo Prus                    | kamera wrocławska, departament wrocławski, powiat prudnicki              |
| 1815–1871 | prowincja Śląsk, rejencja opolska, powiat prudnicki                            | Królestwo Prus                    | Królestwo Prus                    |                                                                          |
| 1871–1918 | Cesarstwo Niemieckie                                                           | Cesarstwo Niemieckie              | Cesarstwo Niemieckie              | Królestwo Prus, prowincja Śląsk, rejencja opolska, powiat prudnicki      |
| 1918–1919 |                                                                                | Republika Weimarska               | Republika Weimarska               | Wolne Państwo Prusy, prowincja Śląsk, rejencja opolska, powiat prudnicki |
| 1919–1933 | Wolne Państwo Prusy, prowincja Górny Śląsk, rejencja opolska, powiat prudnicki | Republika Weimarska               | Republika Weimarska               |                                                                          |
| 1933–1938 | Wolne Państwo Prusy, prowincja Górny Śląsk, rejencja opolska, powiat prudnicki | III Rzesza                        | III Rzesza                        | III Rzesza                                                               |
| 1938–1941 | Wolne Państwo Prusy, prowincja Śląsk, rejencja opolska, powiat prudnicki       | III Rzesza                        | III Rzesza                        | III Rzesza                                                               |
| 1941–1945 | Wolne Państwo Prusy, prowincja Górny Śląsk, rejencja opolska, powiat prudnicki | III Rzesza                        | III Rzesza                        | III Rzesza                                                               |
| 1945–1946 |                                                                                | Rzeczpospolita Polska             | Rzeczpospolita Polska             | Okręg I (Śląsk Opolski)                                                  |
| 1946–1950 | województwo śląskie, powiat prudnicki, gmina Racławice Śląskie                 | Rzeczpospolita Polska             | Rzeczpospolita Polska             |                                                                          |
| 1950–1952 | województwo opolskie, powiat prudnicki, gmina Racławice Śląskie                | Rzeczpospolita Polska             | Rzeczpospolita Polska             |                                                                          |
| 1952–1954 | województwo opolskie, powiat prudnicki, gmina Racławice Śląskie                |                                   | Polska Rzeczpospolita Ludowa      | Polska Rzeczpospolita Ludowa                                             |
| 1954–1973 | województwo opolskie, powiat prudnicki, gromada Racławice Śląskie              |                                   | Polska Rzeczpospolita Ludowa      | Polska Rzeczpospolita Ludowa                                             |
| 1973–1975 | województwo opolskie, powiat prudnicki, gmina Głogówek                         |                                   | Polska Rzeczpospolita Ludowa      | Polska Rzeczpospolita Ludowa                                             |
| 1975–1989 | województwo opolskie, gmina Głogówek                                           |                                   | Polska Rzeczpospolita Ludowa      | Polska Rzeczpospolita Ludowa                                             |
| 1989–1998 | województwo opolskie, gmina Głogówek                                           | Polska                            | Rzeczpospolita Polska             | Rzeczpospolita Polska                                                    |
| od 1999   | województwo opolskie, powiat prudnicki, gmina Głogówek                         | Polska                            | Rzeczpospolita Polska             | Rzeczpospolita Polska                                                    |

## Mieszkańcy
Miejscowość zamieszkiwana jest przez ludność napływową, przybyłą na Śląsk z Kresów Wschodnich po 1945 w wyniku przymusowych przesiedleń ludności polskiej.

### Liczba mieszkańców wsi
- 1871 – 2440[53]
- 1885 – 3039[54]
- 1905 – 3023[55]
- 1910 – 2862[26]
- 1933 – 3255[56]
- 1939 – 3194[56]
- 1966 – 2108[57]
- 1998 – 1693[58]
- 2002 – 1557[58]
- 2009 – 1497[58]
- 2011 – 1458[58]
- 2013 – 1439[59]
- 2021 – 1311[58]

## Zabytki

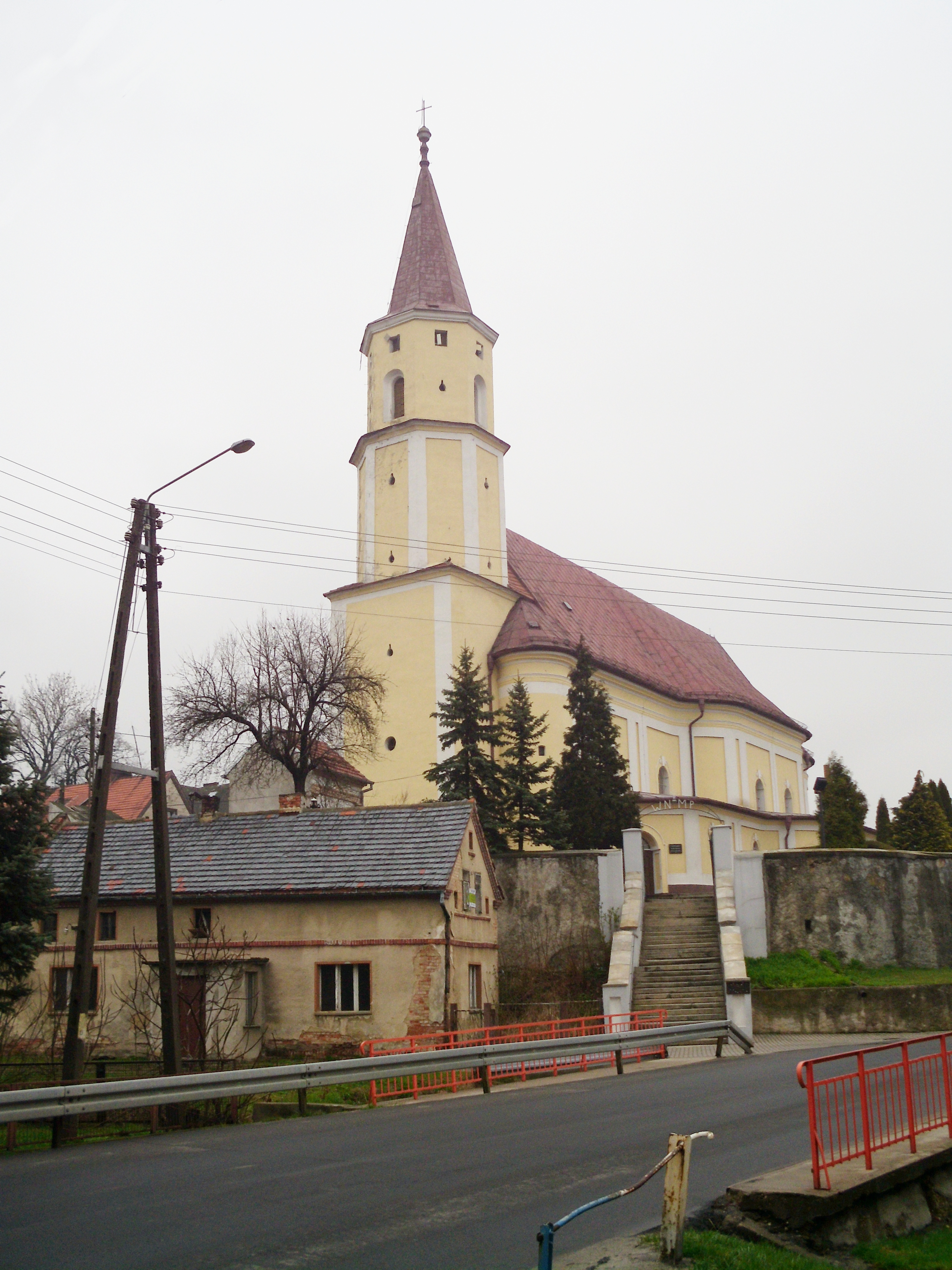
Kościół Wniebowzięcia Najświętszej Maryi Panny

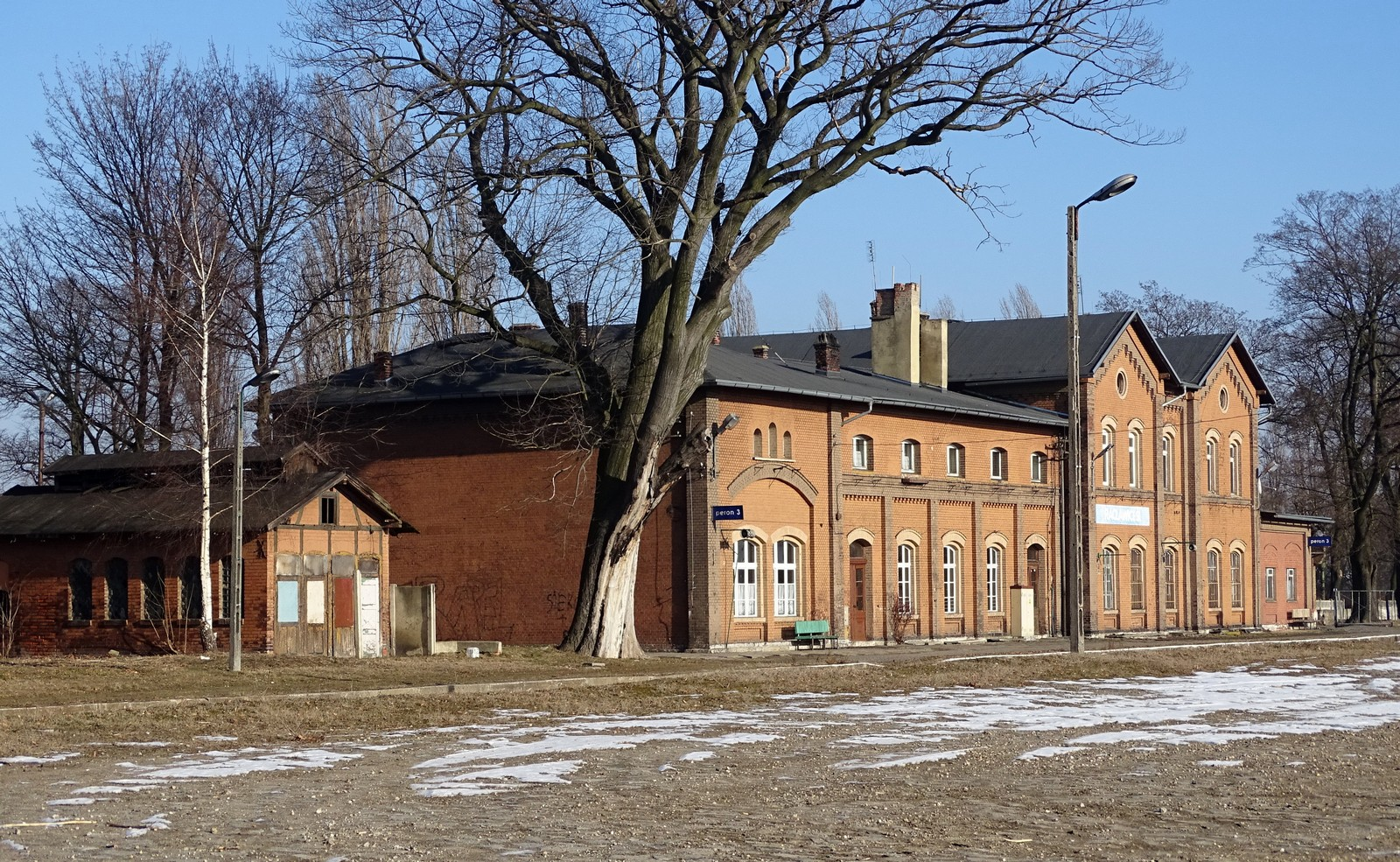
Dworzec kolejowy

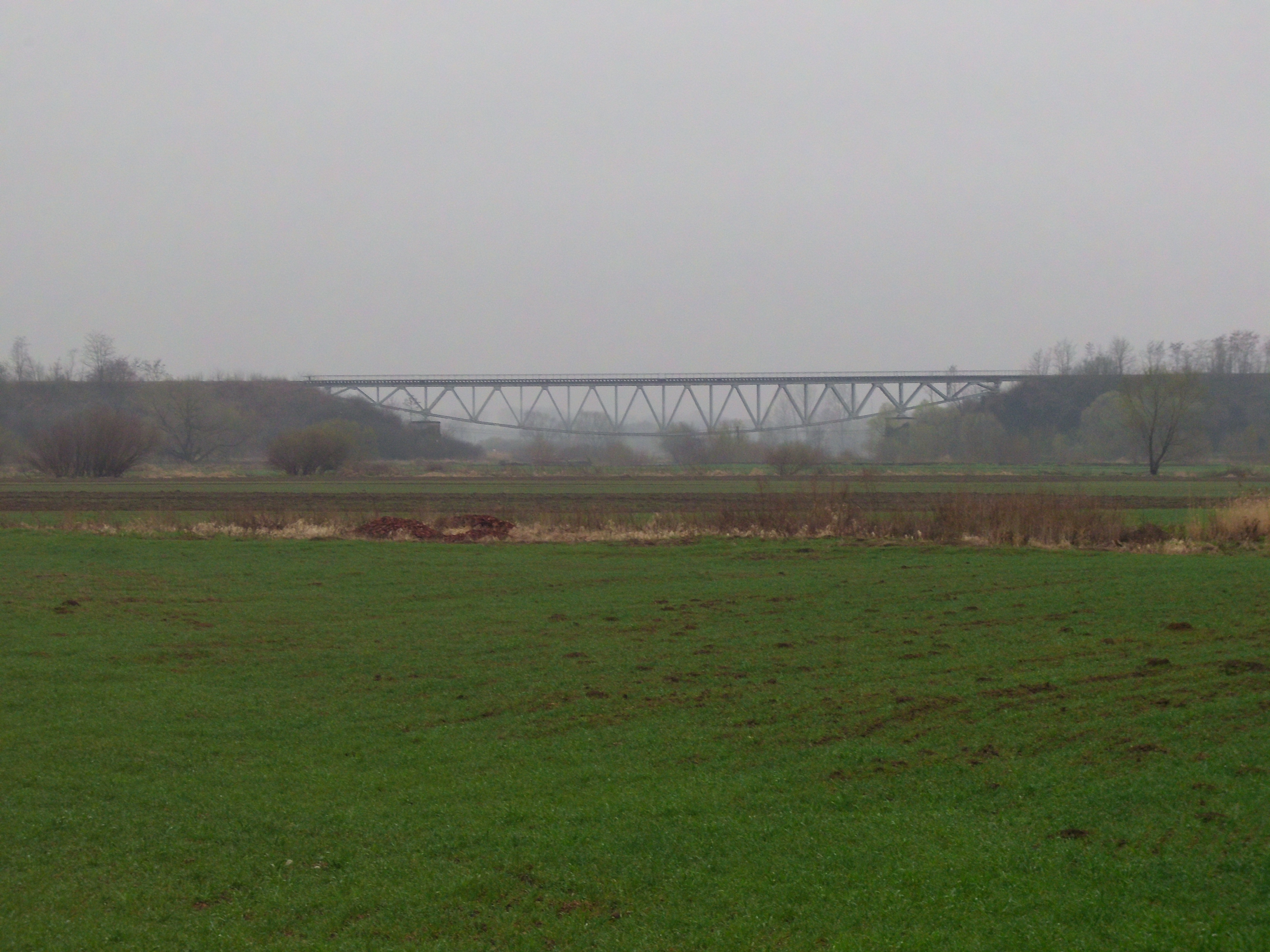
Most kolejowy nad Osobłogą

Do wojewódzkiego rejestru zabytków wpisane są:
- kościół parafialny pw. Wniebowzięcia Najświętszej Maryi Panny, z XVI w., XVIII w., XX w., w stylu barokowym wg projektu włoskiego architekta Michała Clementa; w kościele znajduje się obraz Matki Boskiej Buszczeckiej przywieziony z kościoła w miejscowości Buszcze, koło Brzeżan; wypisany z księgi rejestru
- kapliczka przydrożna, wypisana z księgi rejestru
- plebania z 1824 r.
- dom, ul. Zwycięstwa 195, z początku XX w.
- zespół stacji kolejowej, nr rej.: A-222/2014 z 20.10.2014 :
  - budynek dworca, 1876,1921
  - lokomotywownia, 1898
  - obrotnica parowozów, 1898
  - wodociągowa wieża ciśnień, 1905
  - zabudowania stacyjne, pocz. XX, nr rej.: A-233/2015 z 10.03.2015 dec. → Głubczyce, pow. Głubczyce – linia kolejowa Głubczyce – Racławice Śląskie :
    - budynek administracyjno-warsztatowy
    - magazyn
    - nastawnia zachodnia
    - nastawnia wschodnia
    - magazyn ekspedycji kolejowej
    - szalet
    - magazyn (stary szalet), szach.
    - 2 żurawie kranowe, żel..

Zgodnie z gminną ewidencją zabytków w Racławicach Śląskich chronione są ponadto:
- układ ruralistyczny
- ogrodzenie kościoła parafialnego, ul. Zwycięstwa/Kościelna
- kaplica przy kościele parafialnym
- Dom Sióstr Elżbietanek, Zgromadzenie Sióstr św. Elżbiety, ul. Kościelna 1
- przedszkole, ul. Kościelna 3
- dawna szkoła, ul. Kościelna 4
- młyn, ul. Głubczycka 12A
- dwa wiadukty kolejowe przy ul. Kolejowej
- wiadukt kolejowy, tzw. „tunel echo”, ul. Ogrodowa
- wiadukt kolejowy, tzw. „Wysoki”, ul. Zwycięstwa/Prudnicka
- most kolejowy nad rzeką Osobłogą
- domy przy ul. Prudnickiej: nr 15, 18–20, 22–24, 26–28, 32, 34
- domy przy ul. Zwycięstwa: nr 4, 6, 17, 20, 27, 45, 47
- Szwedzki Słup – kolumna szwedzka w zachodniej części wsi

## Pomniki i obiekty upamiętniające
- Głaz XX-lecia Polski Ludowej – pamiątkowy głaz na początku wsi, przy ul. Prudnickiej, naprzeciwko domu nr 47. Na głazie inskrypcja: „Dla uczczenia 20 lecia Polski Ludowej 20 dębów koło ZBOWiD Racławice Śląskie”[62].
- Pomnik w hołdzie ofiarom II wojny światowej – pomnik na placu przykościelnym, upamiętniający ofiary II wojny światowej[63].
- Pomnik ofiar marszu śmierci – pomnik na placu przed szkołą podstawową w Racławicach Śląskich, powstały w 2019 jako upamiętnienie więźniów obozu Auschwitz-Birkenau, którzy stracili życie podczas marszu śmierci w okolicy wsi w styczniu 1945[64].

Obiekty nieistniejące
- Pomnik poległych w I wojnie światowej – pomnik na skrzyżowaniu dróg w Racławicach Śląskich, powstały między rokiem 1919 i 1922 jako upamiętnienie mieszkańców wsi, którzy polegli w I wojnie światowej. Na pomniku znajdował się orzeł, a na jego bokach wyrzeźbiono Krzyż Żelazny. Został przewrócony po II wojnie światowej[27].

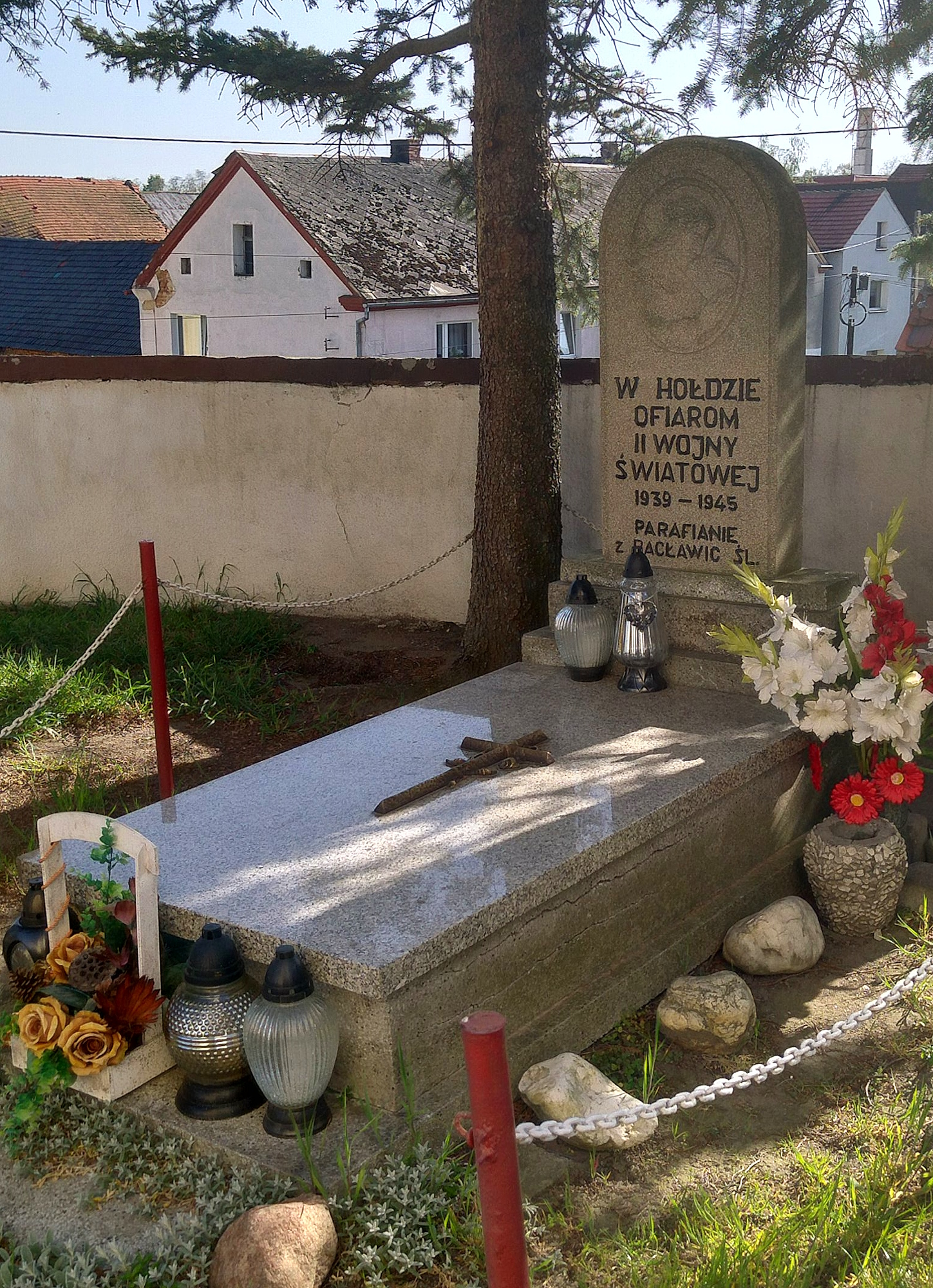
Pomnik w hołdzie ofiarom II wojny światowej
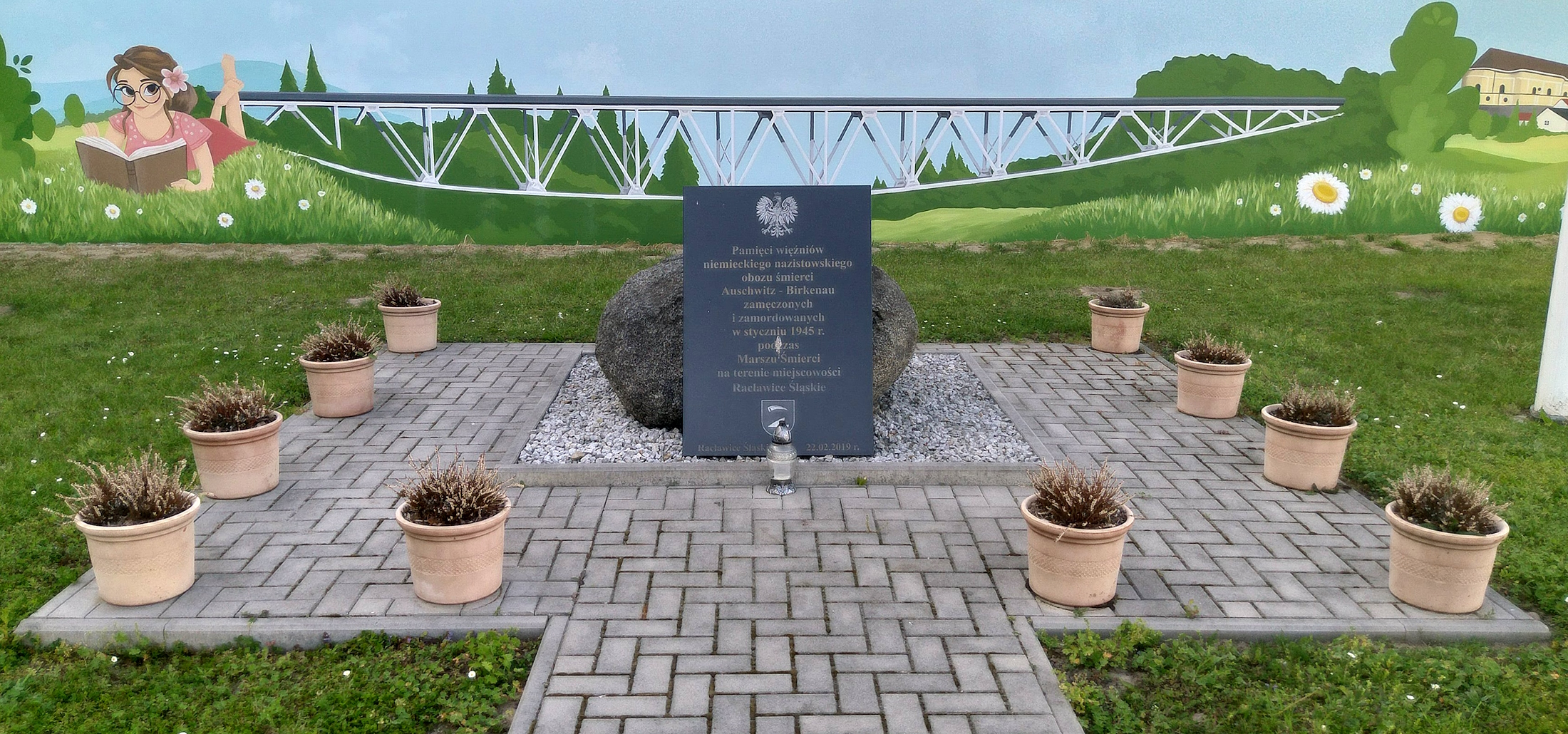
Pomnik ofiar marszu śmierci

## Gospodarka
We wsi znajdują się m.in. placówki handlowe sieci: Dino Polska, Lewiatan, Euro Sklep. Znajdowała się tu również filia Banku Spółdzielczego w Głogówku, która ostatecznie została zlikwidowana we wrześniu 2020 roku.
Racławice Śląskie wraz z całą gminą Głogówek podlegają pod inspektorat ZUS w Prudniku.

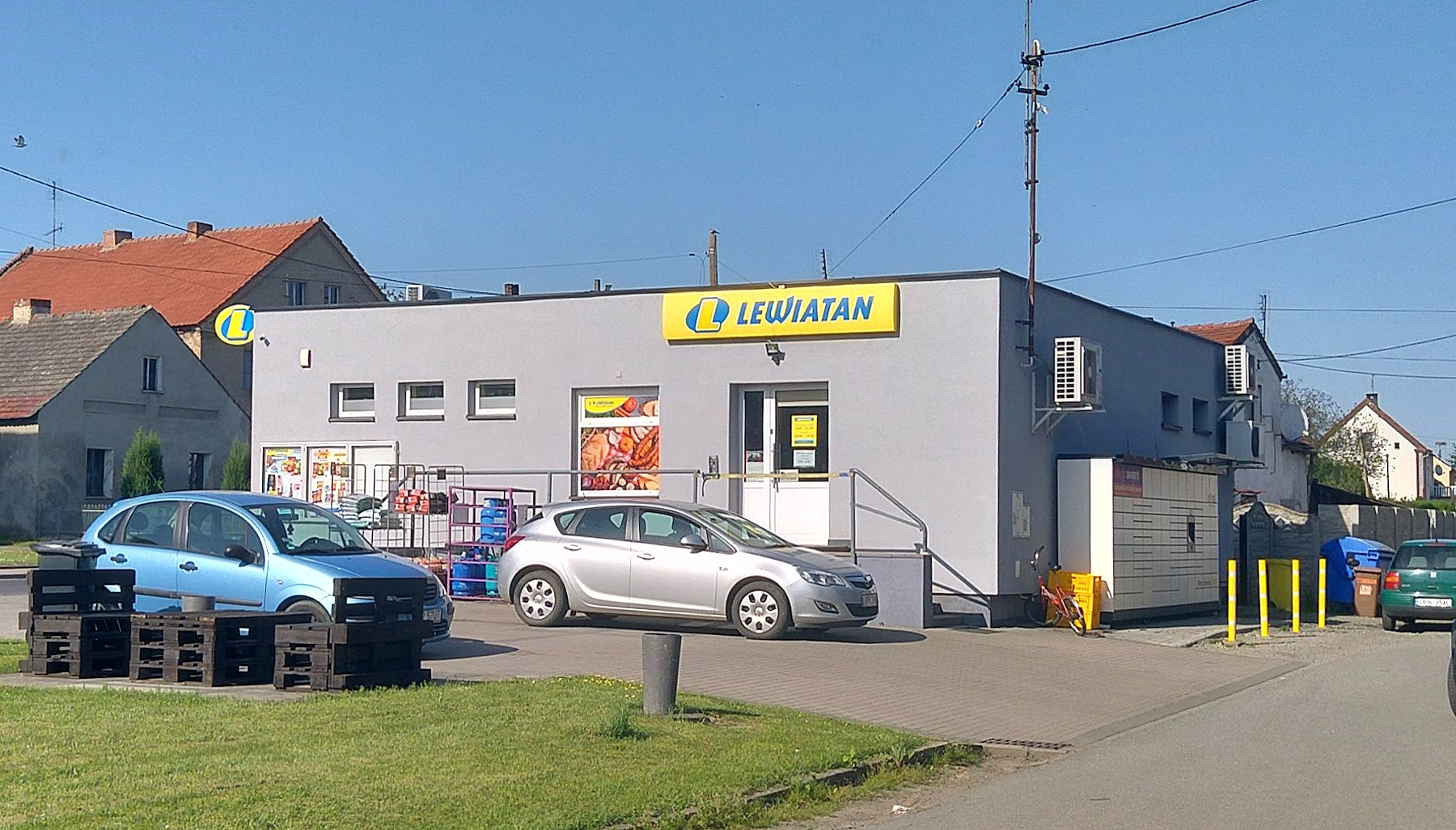
Lewiatan
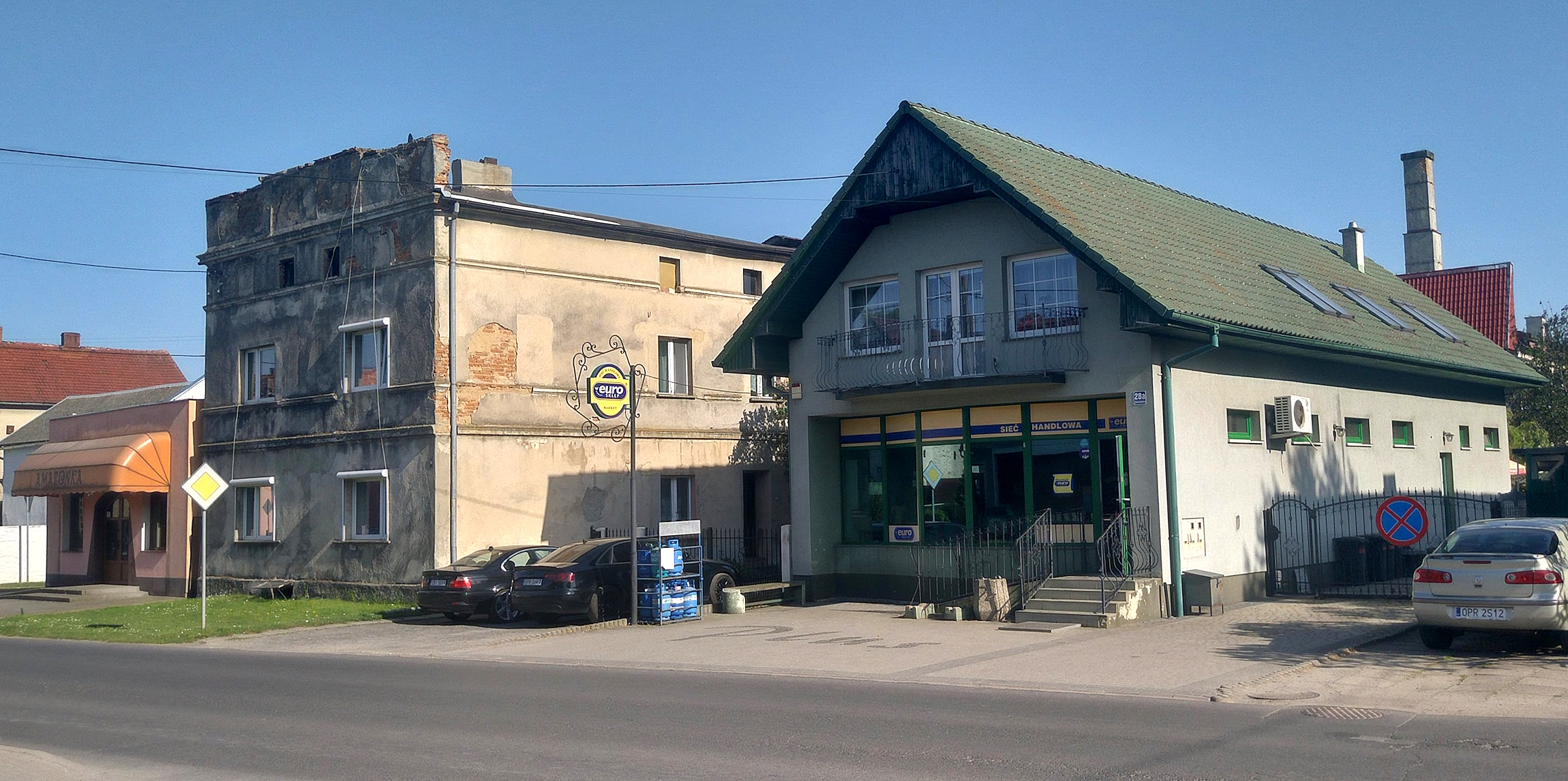
Euro Sklep

## Transport

### Transport drogowy

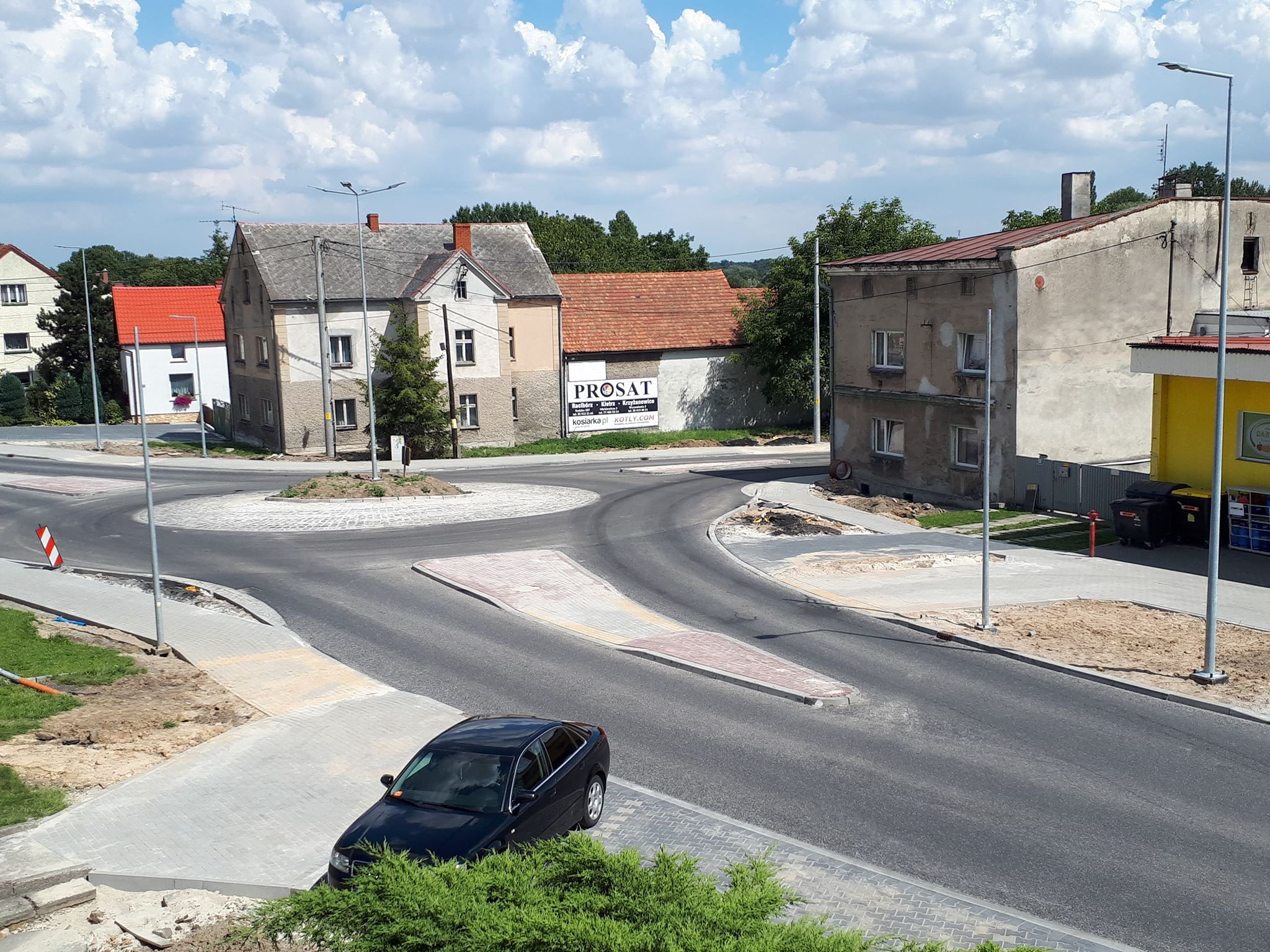
Rondo w Racławicach Śląskich

Przez Racławice Śląskie przebiega droga wojewódzka
- 417 Laskowice – Żerdziny

W zarządzie Wydziału Drogownictwa Starostwa Powiatowego w Prudniku znajdują się drogi powiatowe: nr 1203O relacji Racławice Śląskie – stacja kolejowa Racławice Śląskie oraz nr 1209O relacji Mochów – Dzierżysławice – Racławice Śląskie.
Racławice Śląskie posiadają połączenia autobusowe z Głogówkiem, Głubczycami, Głuchołazami, Kędzierzynem-Koźlem, Klisinem, Prudnikiem. We wsi znajdują się trzy przystanki autobusowe – „Racławice Śląskie”, „Racławice Śl. I”, „Racławice Śl. Kościół”.

### Transport kolejowy

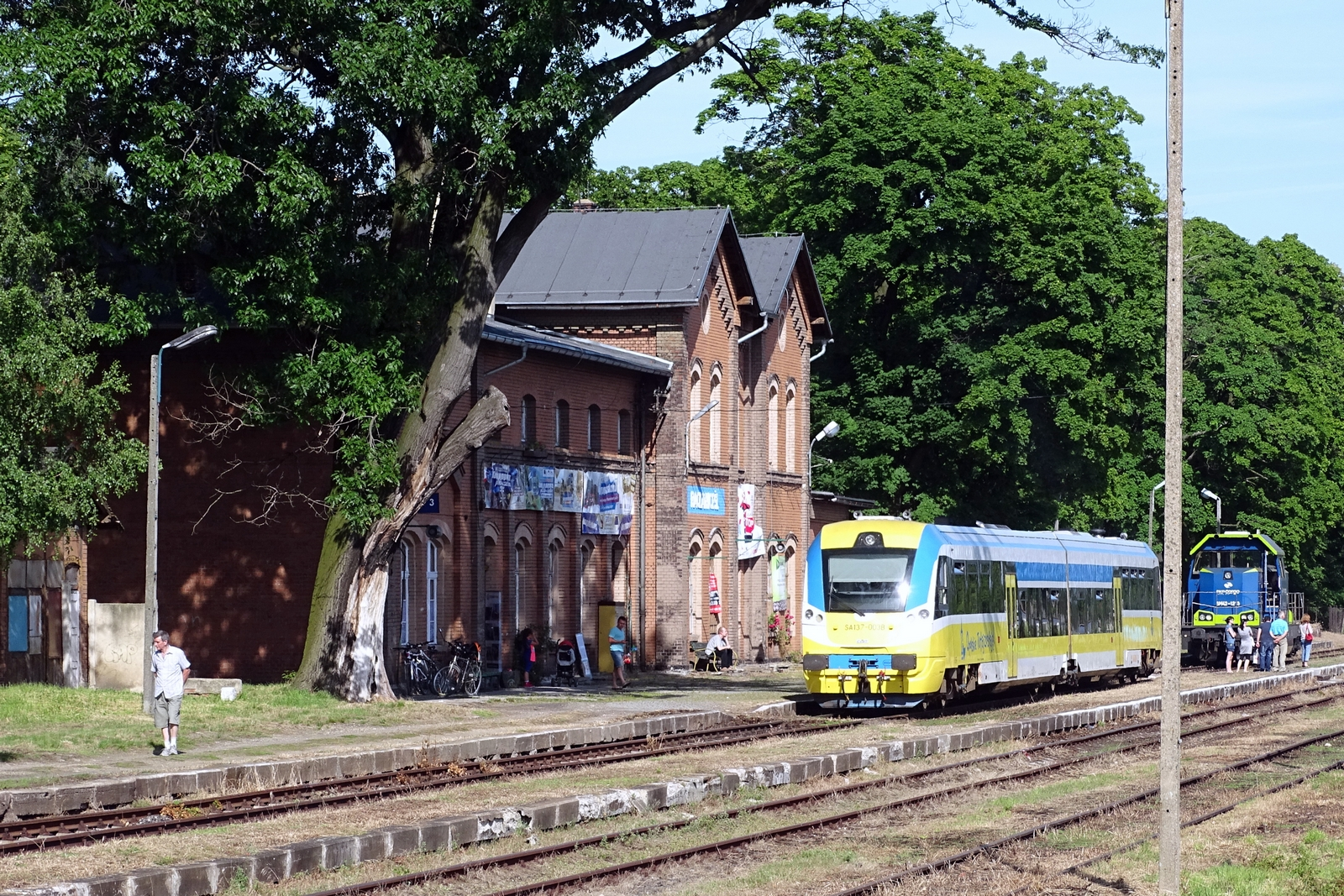
Stacja kolejowa w Racławicach Śląskich

Stacja kolejowa w Racławicach Śląskich znajduje się przy ul. Kolejowej. Z Racławic Śląskich odjeżdżają pociągi Polregio, do Brzegu, Kędzierzyna-Koźla, Kłodzka, Nysy.
Linia kolejowa nr 137 relacji Katowice – Legnica, zwana magistralą podsudecką, została doprowadzona do Racławic Śląskich w 1876. Połączyła ona uprzemysłowione miasta Przedgórza Sudeckiego z kopalniami Górnego Śląska. Została zaliczona do linii pierwszorzędnych o najważniejszym znaczeniu państwowym.
W 1876 otwarta została linia kolejowa nr 294 łącząca Racławice Śląskie z Głubczycami. W 2000 zawieszono ruch pasażerski na linii, a w 2006 ruch towarowy.

### Przejście graniczne
W Racławicach Śląskich funkcjonowało polsko-czeskie przejście graniczne małego ruchu granicznego. Zostało formalnie zlikwidowane 24 maja 1985 roku.

## Oświata

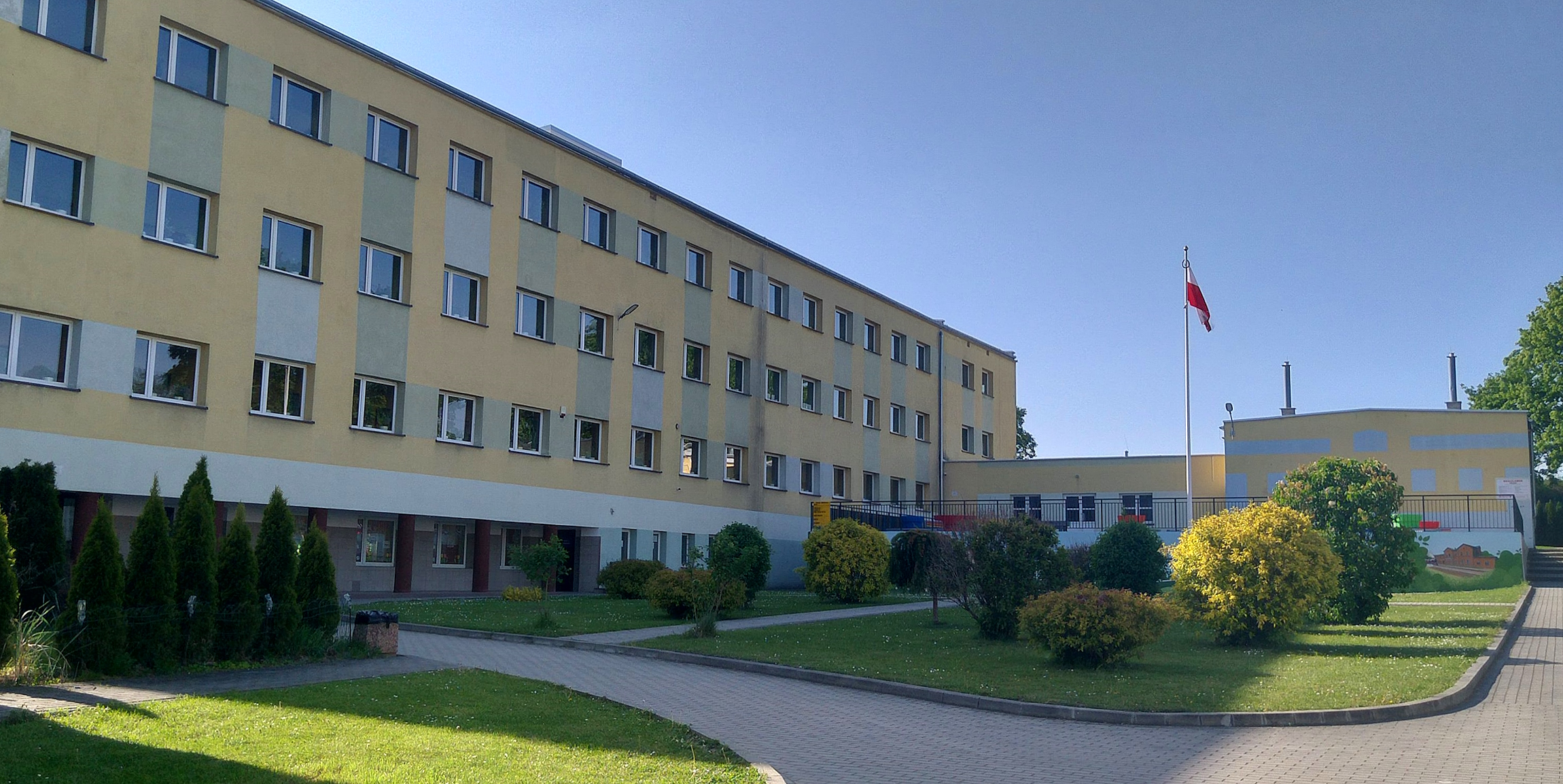
Szkoła Podstawowa im. Jana Pawła II

W Racławicach Śląskich przy ul. Zwycięstwa 21 znajduje się Szkoła Podstawowa im. Jana Pawła II. Budynek szkoły został wzniesiony w latach 1959–1961 w akcji „Budowa Szkół Pomników Tysiąclecia Państwa Polskiego”.

## Kultura

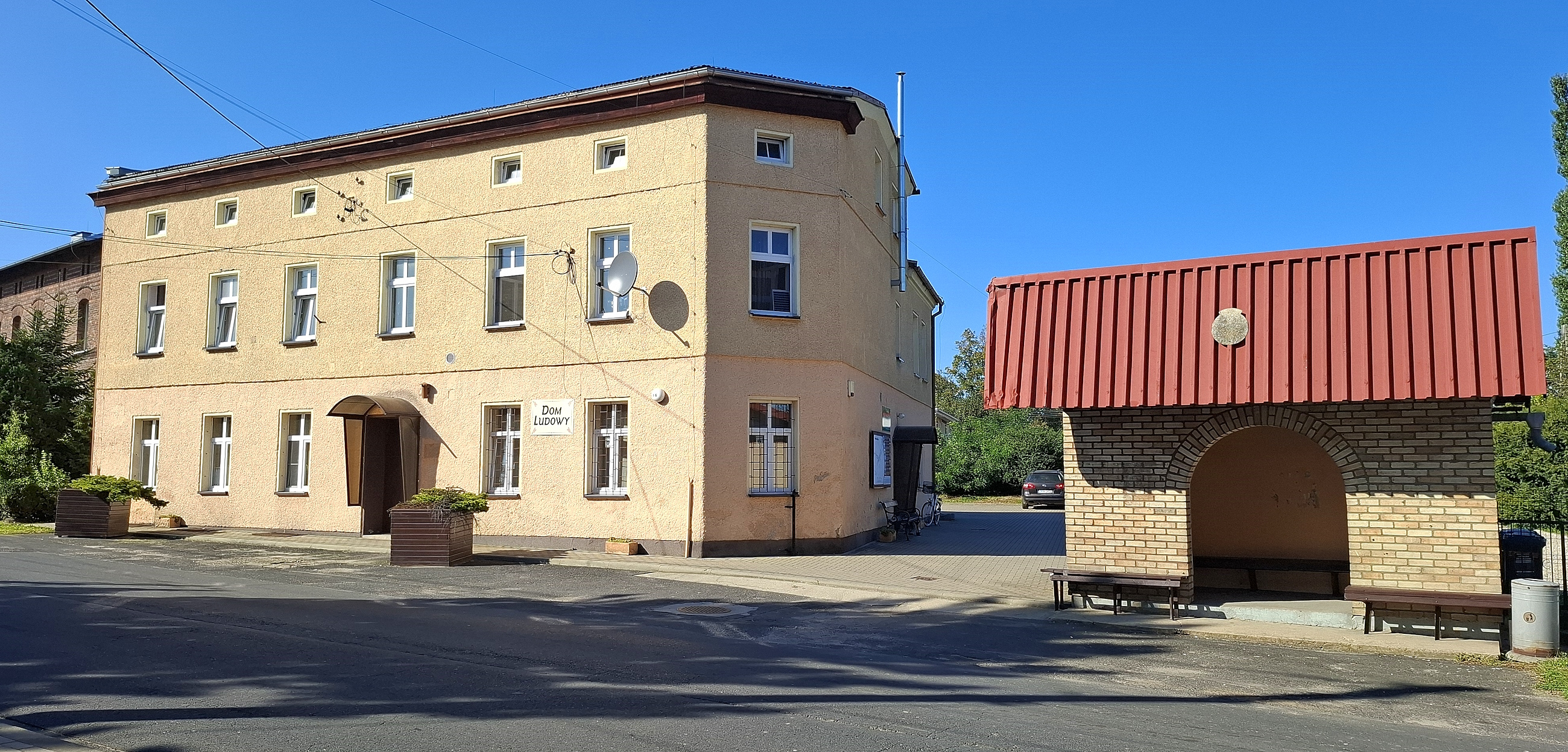
Dom Ludowy

Przy ul. Prudnickiej znajduje się Dom Ludowy, służący mieszkańcom do organizacji zabaw, spotkań rodzinnych i uroczystości wiejskich. W budynku przedszkola mieści się biblioteka publiczna. Działa tu m.in. Koło Gospodyń Wiejskich, Grupa Odnowy Wsi, Stowarzyszenie Racławicka Orkiestra Dęta, Stowarzyszenie Miłośników Kolei i Koło Pszczelarskie. W 2013 we wsi odbyły się dożynki wojewódzkie.
Co roku w czerwcu na stacji w Racławicach Śląskich odbywa się piknik kolejowy „Koleją po pograniczu polsko-czeskim”. W lutym 2020 na stacji nagrywano reklamę piwa Tyskie. W dniach 19 i 20 czerwca 2023 na terenie stacji kolejowej kręcono zdjęcia do filmu Sami swoi. Początek. Dworzec w Racławicach Śląskich zagrał dworzec w Trembowli w scenach wywózek na Sybir i repatriacji na Ziemie Zachodnie. W filmie wystąpili statyści z Racławic Śląskich.

## Religia
W Racławicach Śląskich znajduje się katolicki kościół Wniebowzięcia Najświętszej Maryi Panny, który jest siedzibą parafii Wniebowzięcia Najświętszej Maryi Panny (dekanat Głogówek). We wsi działa placówka Zgromadzenia Sióstr św. Elżbiety, założona w 1919. W centrum wsi oraz na jej obrzeżach znajduje się kilkanaście krzyży i kapliczek. Wieś posiada swój cmentarz.

## Sport

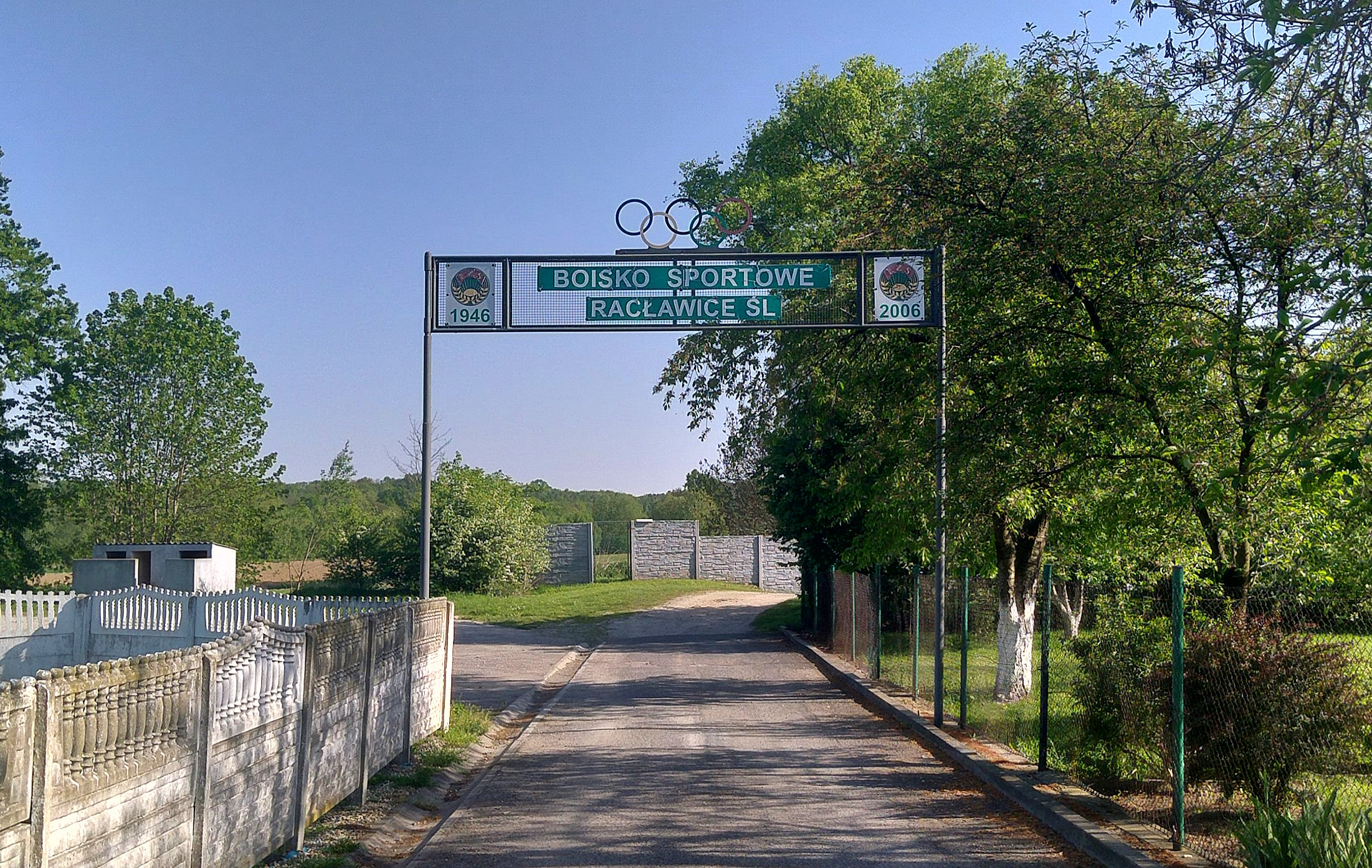
Boisko sportowe

We wsi działa klub sportowy LKS Racławia Racławice Śląskie, założony w 1946. Klub posiada sekcje: piłki nożnej, koszykówki, siatkówki i darta. W 2005, z okazji 60. rocznicy istnienia Podokręgu Związku Piłki Nożnej w Prudniku, klub otrzymał pamiątkowy puchar. Funkcjonuje również koło Polskiego Związku Wędkarskiego.

## Polityka
W szkole podstawowej w Racławicach Śląskich swoją siedzibę ma Obwodowa Komisja Wyborcza, do której należy sołectwo Racławice Śląskie. W referendum w 2003 mieszkańcy Racławic Śląskich opowiedzieli się za przystąpieniem Polski do Unii Europejskiej.
W wyborach parlamentarnych do Sejmu w 2005 we wsi wygrało Prawo i Sprawiedliwość. W 2007 i 2011 w Racławicach Śląskich wygrała Platforma Obywatelska. W 2015, 2019 i 2023 największą ilość głosów zdobyło Prawo i Sprawiedliwość.
W wyborach prezydenckich w 2005 mieszkańcy Racławic Śląskich opowiedzieli się za Lechem Kaczyńskim, w 2010 za Bronisławem Komorowskim, w 2015 i 2020 za Andrzejem Dudą, a w 2025 za Karolem Nawrockim.

## Turystyka
Oddział PTTK „Sudetów Wschodnich” w Prudniku ustanowił turystyczną Odznakę Krajoznawczą Ziemi Prudnickiej, którą zdobywa się poprzez zwiedzenie odpowiedniej liczby obiektów w miejscowościach położonych na ziemi prudnickiej, w tym w Racławicach Śląskich.

### Szlaki rowerowe
Przez Racławice Śląskie prowadzi szlak rowerowy:
- Trasa rowerowa PTTK nr 34-n: Głogówek – Mochów – Dzierżysławice – Racławice Śląskie

## Służba zdrowia

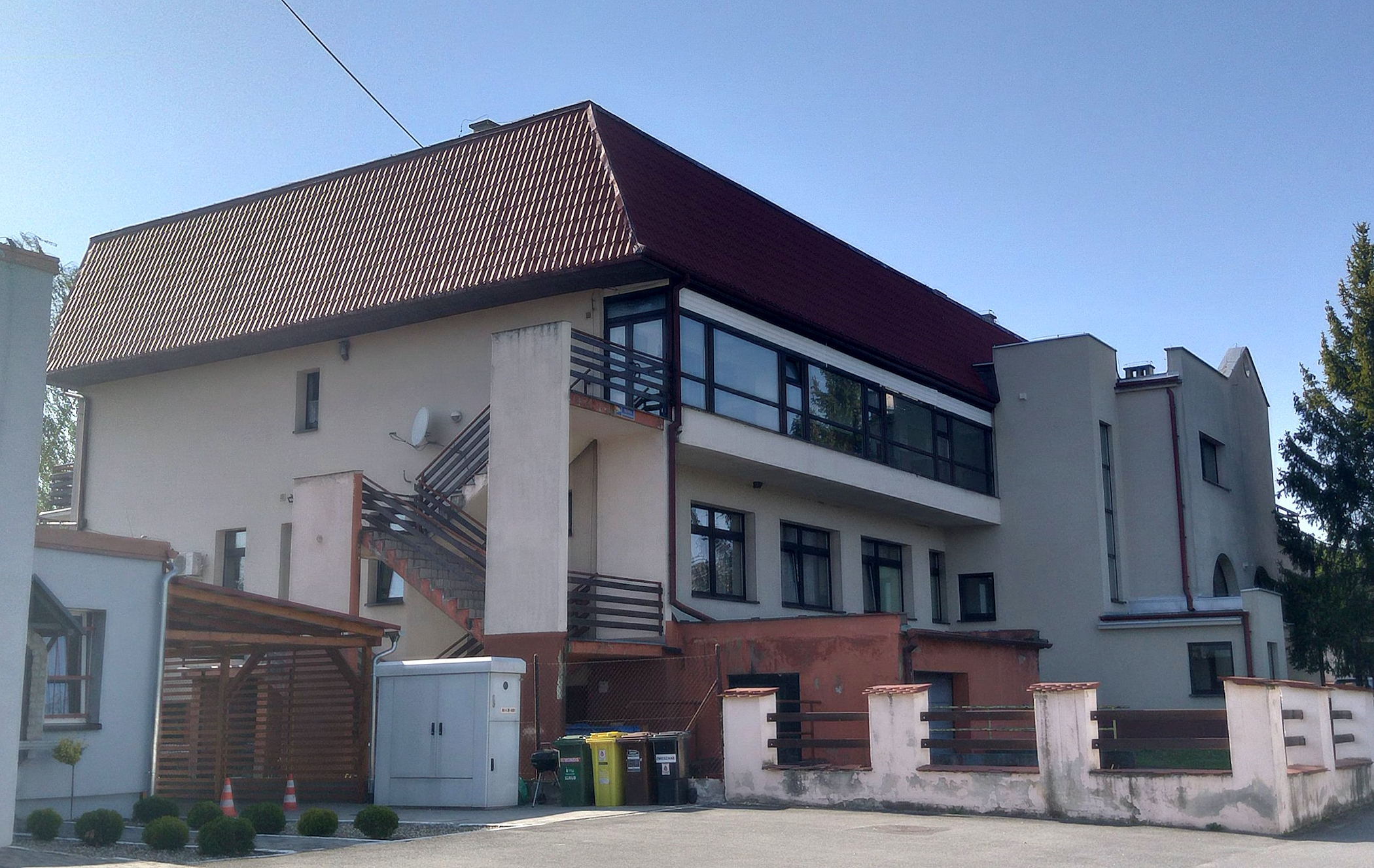
Ośrodek Rehabilitacji i Opieki Psychiatrycznej

W Racławicach Śląskich, przy ul. Zwycięstwa 60, znajduje się przychodnia lekarska, w której usługi medyczne świadczy firma Optima Medycyna. Przy ul. Zwycięstwa 34 znajduje się Ośrodek Rehabilitacji i Opieki Psychiatrycznej, działający od 1997. Do 1999 stanowił filię Domu Pomocy Społecznej w Prudniku, następnie przekształcony w samodzielną jednostkę organizacyjną, podległą powiatowi prudnickiemu.

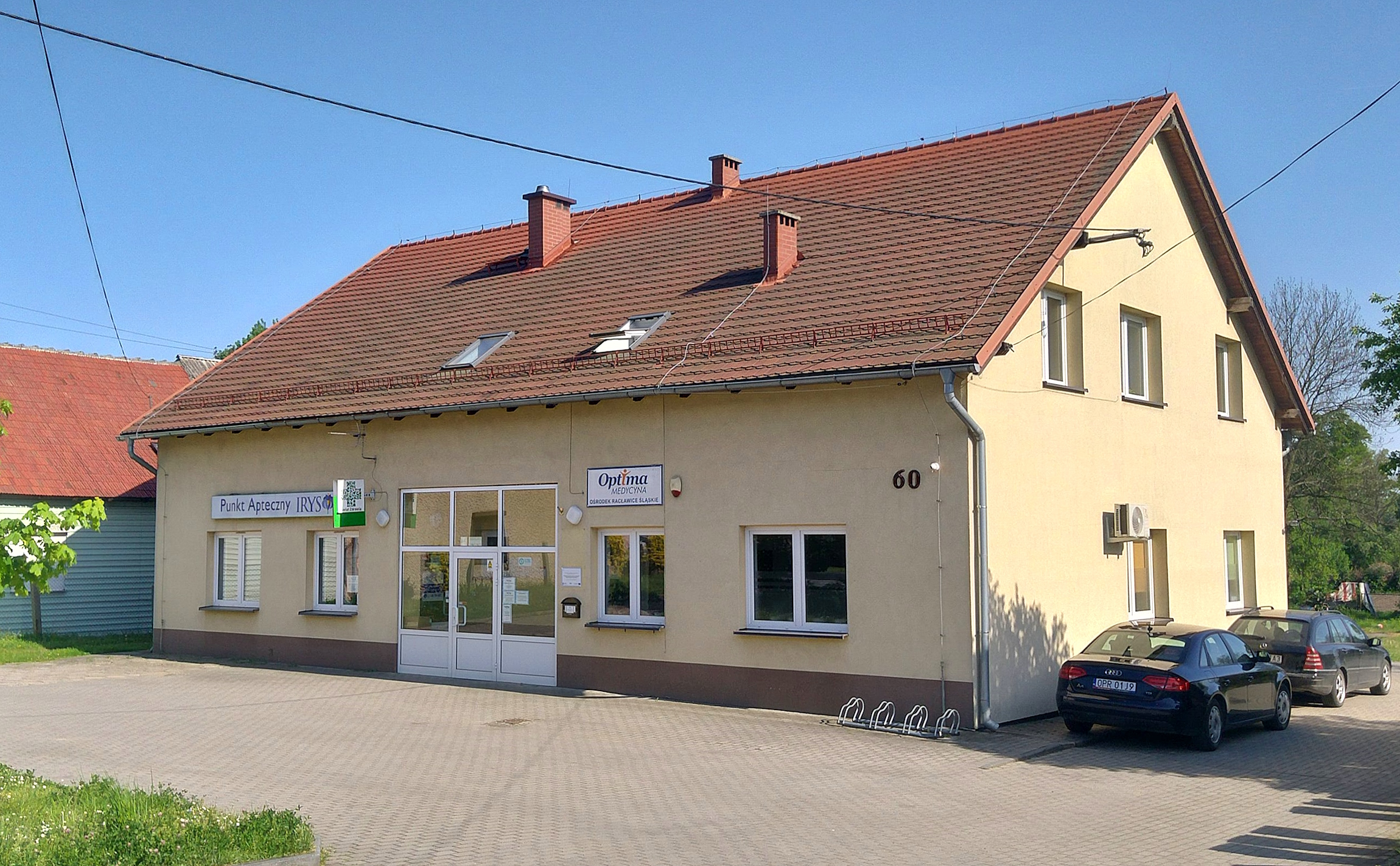
Przychodnia lekarska Optima Medycyna

## Bezpieczeństwo

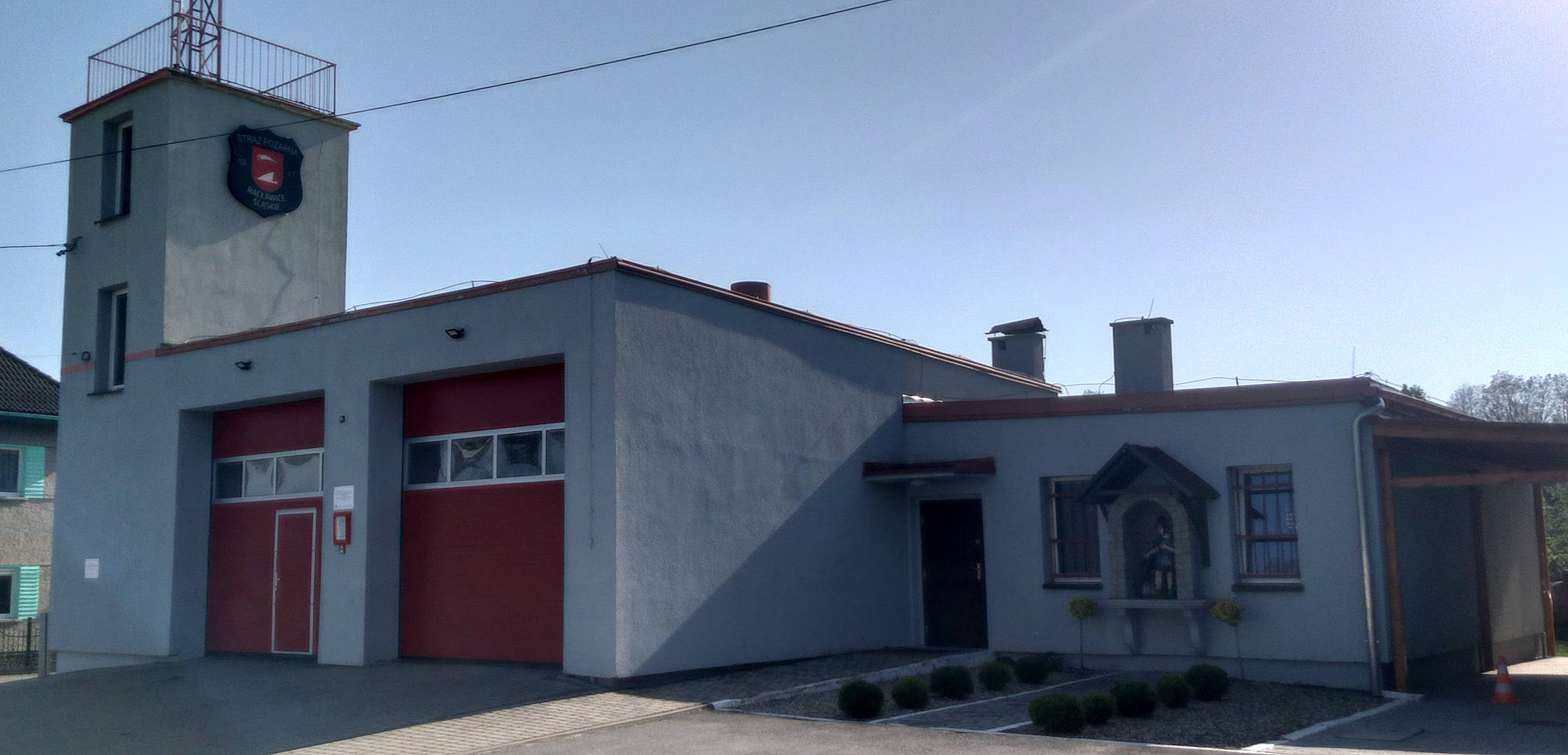
Remiza OSP Racławice Śląskie

W zakresie ochrony przeciwpożarowej oraz innych miejscowych zagrożeń w Racławicach Śląskich działa jednostka Ochotniczej Straży Pożarnej, włączona w krajowy system ratowniczo-gaśniczy.
Miejscowość jest pod opieką dzielnicowego rejonu służbowego nr 13 Komendy Powiatowej Policji w Prudniku (Komisariat Policji w Głogówku).
Teren wsi, jak i całej gminy Głogówek, położony jest w strefie nadgranicznej w związku z czym Straż Graniczna dysponuje, na tym obszarze, specjalnymi kompetencjami w zakresie bezpieczeństwa. Gminę Głogówek obejmuje zasięgiem służbowym placówka Straży Granicznej w Opolu ze Śląskiego Oddziału SG.

## Ludzie związani z Racławicami Śląskimi
- Wiesław Fąfara (ur. 1957) – samorządowiec, inżynier, urodzony w Racławicach Śląskich